# Вэнь-ди (династия Суй)
Император Вэнь-ди (кит. 隋文帝), имя при рождении Ян Цзянь (кит. 楊堅; 21 июля 541 — 13 августа 604) — китайский император, основатель династии Суй (581—618), приходился тестем Сюань-ди — предпоследнему императору из северокитайской династии Северная Чжоу. Был полководцем государства Северная Чжоу (557—581).
Положил конец двухвековой раздробленности Китая, уничтожив династию Чэнь. Считается одним из самых выдающихся деятелей периода северных династий. По свидетельству хроник, его правление «отличалось снисходительностью, законы были чёткими и ясными», «Поднебесная охотно подчинялась ему и уважала его». После уничтожения династий Ци, Чжоу и Чэнь часть земель, принадлежащих знати и чиновникам, были превращены в казённые — это позволило Ян Цзяню сохранить систему уравнительного землепользования и распределить казённые пустоши между крестьянами.

## Жизнеописание

### Молодые годы
Родился 21 июля 541 года в Чанъане в семье местного аристократа Ян Чжэна, который был достаточно влиятелен при империи Северная Чжоу. В 555 году Ян Цзянь получает титул князя Чэнцзи (кит. 成紀縣公). Позиции Ян Цзяня в государстве ещё больше укрепились после его женитьбы на дочери влиятельного генерала Дугу Синя (кит. 獨孤信). Вскоре он принял участие в военных походах государства Северная Чжоу против царств Лян и Чэнь. В 568 году после смерти отца стал князем Суй. В 573 году выдал свою дочь за представителя рода Юйвэнь из правящей династии Северной Чжоу (будущего Сюань-ди). После того, как последний в 578 году стал новым властителем государства, влияние Ян Цзяня ещё более возросло. В 580 году он убедил Сюань-ди отречься от трона в пользу Цзин-ди. Однако уже в 581 году сверг последнего, основав новое государство Суй. Вскоре он уничтожил всех представителей рода Юйвэнь.

### Начало правления
При восхождении на трон император взял имя Вэнь-ди. В том же году перенёс столицу в родной город Чанъань, однако в 583 году близ Чанъаня построил новую столицу Дасин (с тех пор Чанъань и Дасин используются как взаимозаменяемы понятия). В 581—582 годах снарядил неудачные походы против царства Чэнь. В 583 году он присоединил к империи государство Западная Лян. В 581 году Суй подверглась нападению тюркютов, от которых после двухлетней войны удалось отбиться. В 584 году великий хан Шаболио признал себя вассалом Суй.
Много сделал для налаживания экономического и политического спокойствия. В 586 году по приказу Вэнь-ди был разработан и осуществлён план строительства Великого канала, который соединил Хуанхэ и другие речные системы на севере страны с реками Хуайхэ, Янцзы и с южными провинциями.
В 586 году Вэнь-ди столкнулся с заговором своих ближайших военных и успешно его предотвратил. После чего начал подготовку к войне с южнокитайской династией Чэнь. В 588 году Вэнь-ди начал войну против Чэнь, и в феврале 589 года занял столицу противника Цзянькан. В итоге император Суй смог относительно легко добиться объединения страны. Покорение юга было осуществлено без большого кровопролития, и Вэнь-ди стал первым за почти 400 лет правителем, чья власть распространилась на весь Китай.

### Внутренняя политика

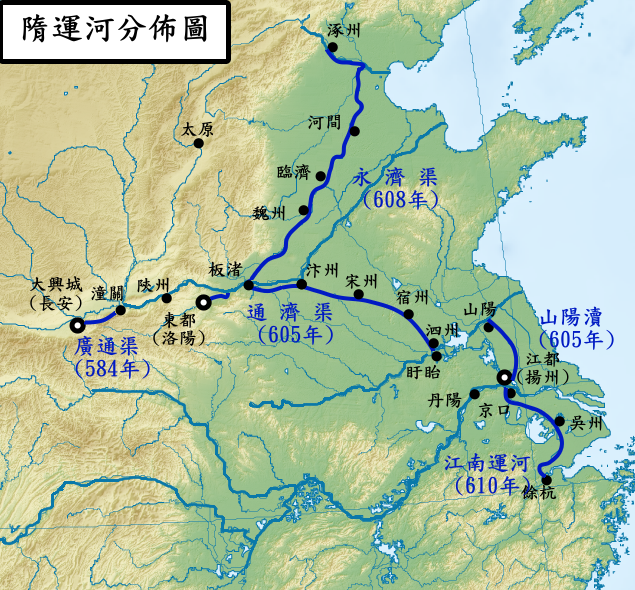
Строительство Великого канала в бытность династии Суй

Вэнь-ди провел административные, экономические и политические реформы. Принял новые правила по набору чиновников, много уделял развитию культуры. Он впервые установил основную административную структуру последующих империй — «три государственные канцелярии и шесть министерств». Были также снижены налоги, отменены соляная и винная монополии казны, стала чеканиться новая монета. Был сторонником буддизма, однако в государственных делах следовал принципам конфуцианства. Вэнь-ди стал приглашать на службу учёных, заложил основы института экзаменов, успешная сдача которых открывала перспективу получения должности чиновника для каждого жителя империи. При этом перестало учитываться социальное положение участника экзаменов.
Был создан цензорат, который следил за надлежащим исполнением законов и императорских предписаний. При Вэнь-ди была проведена кодификация права — создан сборник законов Суй, состоявший из 1735 статей. Чиновников разделили на 9 рангов, представитель каждого из которых имел свою форму одежды, жалование (выплачивалось дважды в год) и привилегии. Впервые Вэнь-ди установил максимальный срок пребывания на должности — 3 года, повторное назначение на ту же должность он запретил.
Вэнь-ди также провёл административную реформу — территория империи была разделена на 190 префектур. Три раза в год 3 представителя от каждой префектуры должны были прибывать в столицу на проверку. Одновременно отменялись привилегии аристократов в занятии высших должностей в армии.
Он открыл одну из наиболее процветающих эпох аграрного общества в человеческой истории. За счёт перераспределения земли, усовершенствования налоговой системы, применения новых методов земледелия удалось значительно повысить урожаи. Для предотвращения в будущем проблем с нехваткой продовольствия по приказу императора было построено 5 крупных зернохранилищ, где хранилось около 176,2 млн кг зерна.
В период его правления территория Китая значительно расширилась. Вэнь-ди приказал отремонтировать Великую китайскую стену. В степной части Азии Вэнь-ди считался выдающимся китайским императором, его называли «Святым каганом». Совершил успешные походы против кочевников и иных варваров на территории современных Маньчжурии, Ордоса, Монголии и Вьетнама.
В конце жизни поставил цель покорить корейское государство Когурё, но несколько снаряжённых им походов потерпели неудачу. В то же время стал страдать манией преследования, вследствие чего отстранил от наследства 5 сыновей.